# Marc Surer
Marc Surer, švicarski dirkač Formule 1, * 18. september 1951, Fuellinsdorf, Švica.
Marc Surer je upokojeni švicarski dirkač Formule 1, ki je v svoji karieri zbral 87 nastopov na dirkah in osvojil 17 točk. Debitiral je na Veliki nagradi Italije v sezoni 1979 z moštvom Ensign. Njegov največji uspeh sta dve četrti mesti na Velikih nagradah Brazilije 1981 in Italije 1985. Najboljši uvrstitev v dirkaškem prvenstvu je dosegel v sezoni 1985, ko je s petimi točkami zasedal 13. mesto. Po prvi tretjini sezone 1986 se je moral zaradi hude poškodbe na reliju upokojiti.

## Popoln pregled rezultatov
(legenda) (odebeljene dirke pomenijo najboljši štartni položaj, poševne pa najhitrejši krog, †-uvrščen kljub odstopu)
| Leto | Moštvo                         | Šasija        | Motor         | 1        | 2       | 3       | 4       | 5       | 6       | 7       | 8        | 9       | 10     | 11      | 12      | 13      | 14      | 15      | 16      | Prv | Toč |
| ---- | ------------------------------ | ------------- | ------------- | -------- | ------- | ------- | ------- | ------- | ------- | ------- | -------- | ------- | ------ | ------- | ------- | ------- | ------- | ------- | ------- | --- | --- |
| 1979 | Team Ensign                    | Ensign N179   | Cosworth V8   | ARG      | BRA     | JAR     | ZZDA    | ŠPA     | BEL     | MON     | FRA      | VB      | NEM    | AVT     | NIZ     | ITA DNQ | KAN DNQ | ZDA Ret |         | -   | 0   |
| 1980 | Team ATS                       | ATS D3        | Cosworth V8   | ARG Ret  | BRA 7   |         |         |         |         |         |          |         |        |         |         |         |         |         |         | -   | 0   |
| 1980 | Team ATS                       | ATS D4        | Cosworth V8   |          |         | JAR DNQ | ZZDA    | BEL     | MON     | FRA Ret | VB Ret   | NEM 12  | AVT 12 | NIZ 10  | ITA Ret | KAN DNQ | ZDA 8   |         |         | -   | 0   |
| 1981 | Ensign Racing                  | Ensign N180B  | Cosworth V8   | ZZDA Ret | BRA 4   | ARG Ret | SMR 9   | BEL 11  | MON 6   | ŠPA     |          |         |        |         |         |         |         |         |         | 16. | 4   |
| 1981 | Theodore Racing Team           | Theodore TY01 | Cosworth V8   |          |         |         |         |         |         |         | FRA 12   | VB 11   | NEM 14 | AVT Ret | NIZ 8   | ITA DNQ | KAN 9   | LVE Ret |         | 16. | 4   |
| 1982 | Arrows Racing Team             | Arrows A4     | Cosworth V8   | JAR      | BRA     | ZZDA    | SMR     | BEL 7   | MON 9   | VZDA 8  | KAN 5    | NIZ 10  | VB Ret | FRA 13  | NEM 6   | AVT Ret |         | ITA Ret |         | 21. | 3   |
| 1982 | Arrows Racing Team             | Arrows A5     | Cosworth V8   |          |         |         |         |         |         |         |          |         |        |         |         |         | ŠVI 15  |         | LVE 7   | 21. | 3   |
| 1983 | Arrows Racing Team             | Arrows A6     | Cosworth V8   | BRA 6    | VZDA 5  | FRA 10  | SMR 6   | MON Ret | BEL 11  | VZDA 11 | KAN Ret  | VB 17   | NEM 7  | AVT Ret | NIZ 8   | ITA 10  | EU Ret  | JAR 8   |         | 15. | 4   |
| 1984 | Barclay Nordica Arrows BMW     | Arrows A6     | Cosworth V8   | BRA 7    | JAR 9   | BEL 8   |         | FRA Ret | MON DNQ | KAN Ret | VZDA Ret |         |        |         |         |         |         |         |         | 20. | 1   |
| 1984 | Barclay Nordica Arrows BMW     | Arrows A7     | BMW Str-4 t/c |          |         |         | SMR Ret |         |         |         |          | ZDA Ret | VB 11  | NEM Ret | AVT 6   | NIZ Ret | ITA Ret | EU Ret  | POR Ret | 20. | 1   |
| 1985 | Motor Racing Developments Ltd. | Brabham BT54  | BMW Str-4 t/c | BRA      | POR     | SMR     | MON     | KAN 15  | VZDA 8  | FRA 8   | VB 6     | NEM Ret | AVT 6  | NIZ 10  | ITA 4   | BEL 8   | EU 13   | JAR Ret | AVS Ret | 13. | 5   |
| 1986 | Barclay Arrows BMW             | Arrows A8     | BMW Str-4 t/c | BRA Ret  | ŠPA Ret | SMR 9   | MON 9   | BEL 9   | KAN     | VZDA    | FRA      | VB      | NEM    | MAD     | AVT     | ITA     | POR     | MEH     | AVS     | -   | 0   |